# John Petherick
John Petherick (Glamorganshire, 1813 –  Londres, 15 de julio de 1882) fue un viajero, comerciante y diplomático británico en África Central y Oriental.

## Biografía
Petherick era ingeniero de minas y en 1845 entró al servicio de Mehemet Ali para explorar el Alto Egipto, Nubia, la costa del Mar Rojo y Kordofán en busca de minas de carbón.
En 1848 Petherick dejó el servicio egipcio y se estableció en El Obeid, la capital de Kordofán, como comerciante de goma arábiga y, cuando el comercio de goma arábiga sufrió un exceso de oferta, se dedicó a la caza de elefantes en el Nilo Blanco para comercial con su marfil. En 1853 se trasladó a Jartum y siguió su actividad comercial, implicándose de alguna manera poco clara en el tráfico de esclavos que, por su posición, estaba obligado a combatir. Viajó extensamente por la región de Bahr-el-Ghazal, entonces poco conocida, explorando varios afluentes del río Bahr el Ghazal, como los ríos Jur y Yalo, llegando a las fronteras del territorio azande. En 1858 fue nombrado vicecónsul británico en Jartum.
Petherick regresó a Inglaterra en 1859, donde conoció a John Hanning Speke, quien entonces organizaba su expedición para descubrir la fuente del Nilo. Regresó a Sudán en 1861, acompañado de su esposa Katherine y con el rango de vicecónsul. La Royal Geographical Society le encomendó la misión de transportar a Gondokoro provisiones de socorro para los capitanes Speke y Grant, Petherick consiguió barcos y provisiones y llegó a Gondokoro en 1862, pero Speke y Grant no habían llegado todavía. Petherick decidió dejar en Gondokoro un barco con suministros y, mientras llegaban los exploradores, viajar a Bahr-el-Ghazal, donde realizó importantes recolecciones de plantas y peces, aunque otros argumentan que aprovechó para visitar un depósito de marfil. Llegó a Gondokoro en febrero de 1863, cuatro días después de la llegada de Speke y Grant, quienes en su ausencia habían aceptado la hospitalidad de Samuel Baker.
Más tarde, Speke acusó públicamente a Petherick de no cumplir con su compromiso y de estar involucrado en el tráfico de esclavos y de marfil en vez de socorrerles como estaba planificado. Dada la controversia generada, pues muchos residentes blancos de Jartum apoyaron las acusaciones de Speke, Earl Russell, secretario de Asuntos Exteriores, abolió el viceconsulado británico en Jartum en 1864. La reputación y las finanzas de los Petherick quedaron desde entonces gravemente dañadas, fueron acosados por la prensa y tuvieron que refugiarse en el consulado de Austria. Finalmente se vieron obligados a dejar Jartum e irse a El Cairo, para vivir allí seis meses acogidos en la Misión Estadounidense.
En 1865, los Petherick regresaron a Inglaterra y en 1869 publicaron Travels in Central Africa and Explorations of the Western Nile Tributaries. 

## En la Ciencia
Varios moluscos han sido descritos a partir del material recopilado por Petherick en Sudán, como Bulimus niloticus, Burtoa nilotica y Limicolaria turris.